# Kreislehrgarten Floß

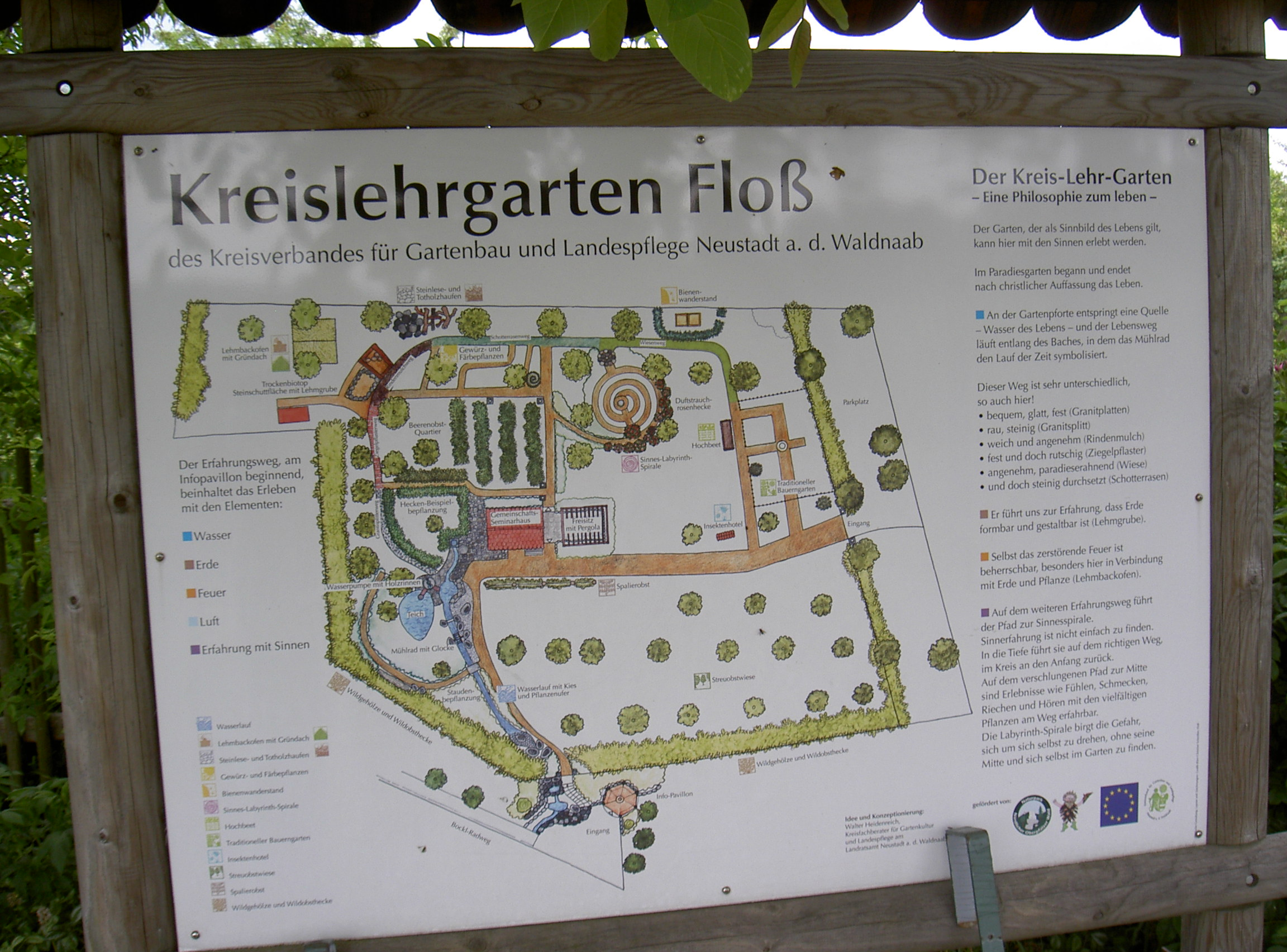
Kreislehrgarten Floß

Der Kreislehrgarten Floß ist ein Demonstrations- und Schulgarten des Kreisverbandes für Gartenbau und Landespflege Neustadt an der Waldnaab in Floß. Er umfasst eine Fläche von ungefähr 5000 m². Der Garten wurde Anfang des 21. Jahrhunderts – finanziert aus EU-Fördermitteln und Geldern für den Naturpark Oberpfälzer Wald – angelegt und seit 2010 zu einem "Garten der Sinne" gestaltet.
Der Eingang des Gartens befindet sich direkt am Bocklradweg bei einem Holzpavillon, der für die Radfahrer auch als Rast- und Schutzhütte dient.
Ein weiterer Eingang mit Parkplätzen liegt an der Staatsstraße 2181 am südlichen Ortsrand von Floß.
Der Garten ist tagsüber das ganze Jahr geöffnet. Der Eintritt ist frei.
Im Garten gibt es für die Kinder einen Räuberpfad. Außerdem gibt es einen Erlebnispfad, einen steinzeitlichen Lehmbackofen, Informationen zur Dachbegrünung, zum ökologischen Gartenbau und zu verschiedenen Pflanzengemeinschaften.
Die örtlichen Vereine und Gemeinschaften nutzen den Garten für Veranstaltungen und Feste.